# The bisexual
The Bisexual és una sèrie de televisió de comèdia dramàtica creada per Desiree Akhavan i Rowan Riley i protagonitzada per Akhavan, Maxine Peake i Brian Gleeson. La sèrie, una coproducció entre la cadena de televisió britànica Channel 4 i el servei de streaming nord-americà Hulu, va debutar el 10 d'octubre de 2018 al Regne Unit i el 16 de novembre de 2018 als Estats Units i a espanya el 15 de març de 2019

## Sinopsi
La novaiorquesa Leila viu a Londres en una relació aparentment perfecta durant una dècada amb la seva xicota i soci de negocis Sadie. No obstant això, Leila descobreix que en realitat és bisexual i comença a explorar la seva orientació. Tot i que lluita per sortir amb els seus amics, Leila pren una decisió dràstica amb conseqüències inesperades.

## Repartiment i personatges
- Desiree Akhavan com a Leila
- Maxine Peake com a Sadie Smith
- Brian Gleeson com a Gabe
- Saskia Chana com a Deniz